# 마녀 잡는 망치

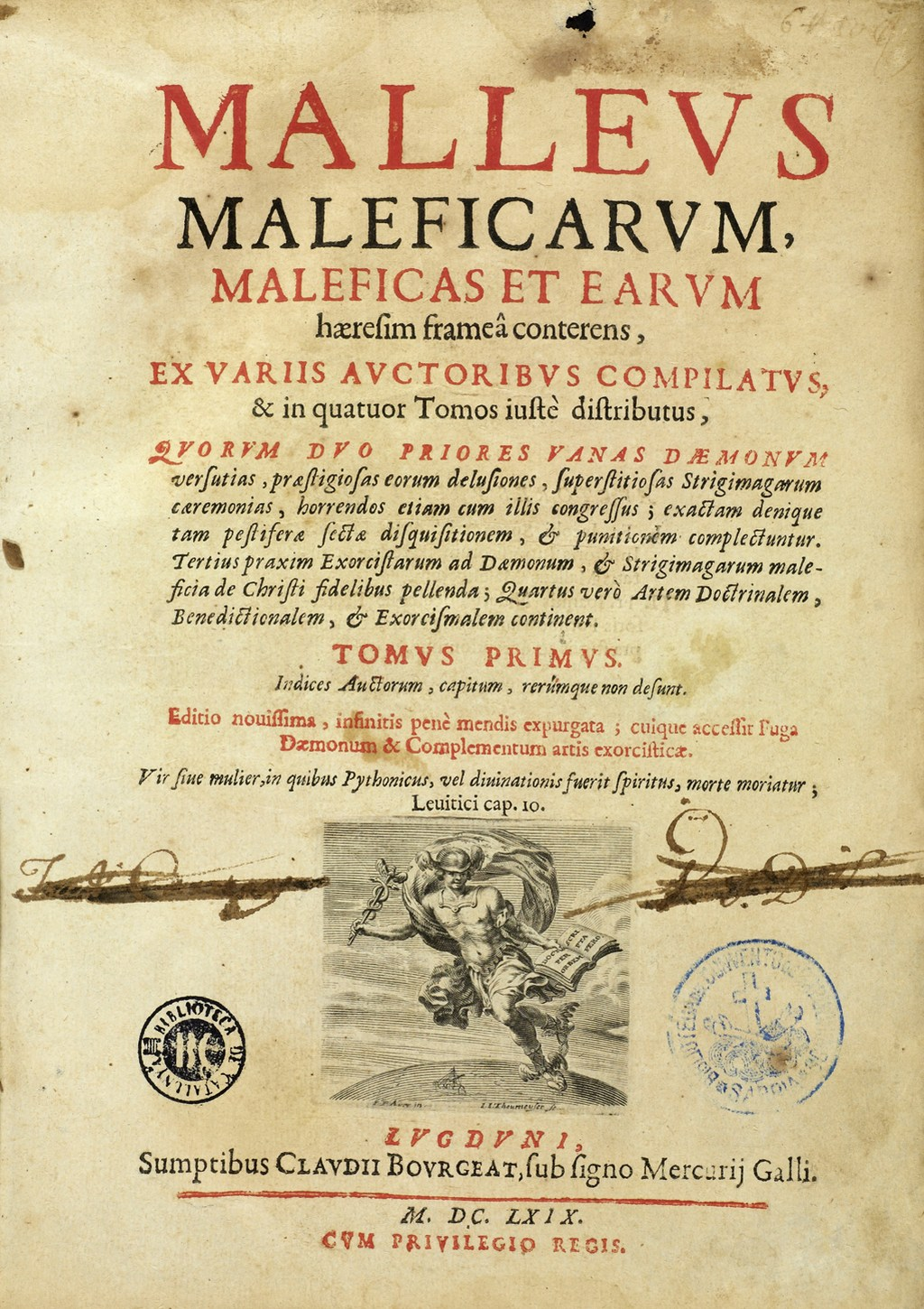
1669년판 《마녀 잡는 망치》 표지

《모든 마녀와 이단을 창과 같이 심판하는 망치》(라틴어: MALLEUS MALEFICARUM, Maleficas et earum hæresim, ut phramea potentissima conterens, 통칭 《마녀 잡는 망치》(라틴어: Malleus Maleficarum 말레우스 말레피카룸[*])는 로마 가톨릭교회 도미니쿠스 수도회의 수사인 요하네스 슈프랭거와 하인리히 크래머가 쓰고 교황 인노첸시오 8세가 서명하고 인증해 준 마녀사냥 교본이다.

## 배경
1484년 12월 5일 교황 인노첸시오 8세는 교황 칙서 《지고의 것을 추구하는 이들에게》(Summis desiderantes)를 반포하였다. 이 칙서는 사악한 마법을 행하는 주술사들과 마녀들을 단죄하고 이들에 대한 하인리히 크레이머의 조사를 지지한다는 내용을 담고 있다.
1486년에서 1600년 사이 무려 28판이나 발행됐다. 이 책이 등장하면서 유럽 전역에서 200여년간 마녀사냥의 분위기가 고조되며 17세기까지 대략 20만 명 ~ 50만 명의 무고한 사람들을 처형대에 올렸다.

## 내용

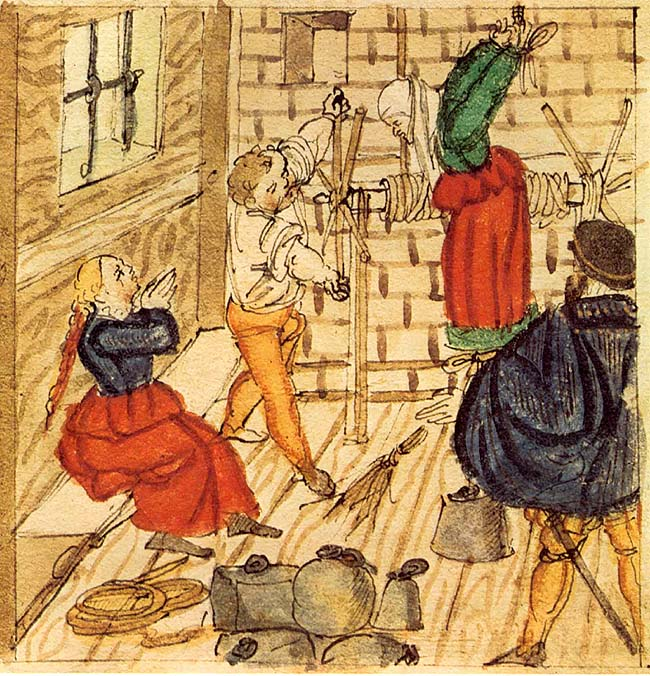
마녀로 붙잡힌 여성을 고문하는 장면, 1577년 작품

이 책에는 여러 가지 마녀 색출법과 고문 방법 등이 담겨 있다. 크게 3부로 나뉘는데, 1부에서는 마녀들의 실상과 타락상을 강조하고, 2부에서는 마녀들이 악마와 계약하고 성관계를 맺으며 변신한다는 괴담들을 수집했다. 3부는 마녀재판의 법 절차를 해설했다. 마녀에게 자백을 받아내기 위한 방법으로 고문을 인정한 내용도 나와 있다.

## 같이 보기
- 세일럼 마녀 재판
- 악마론